# Paul Klinger

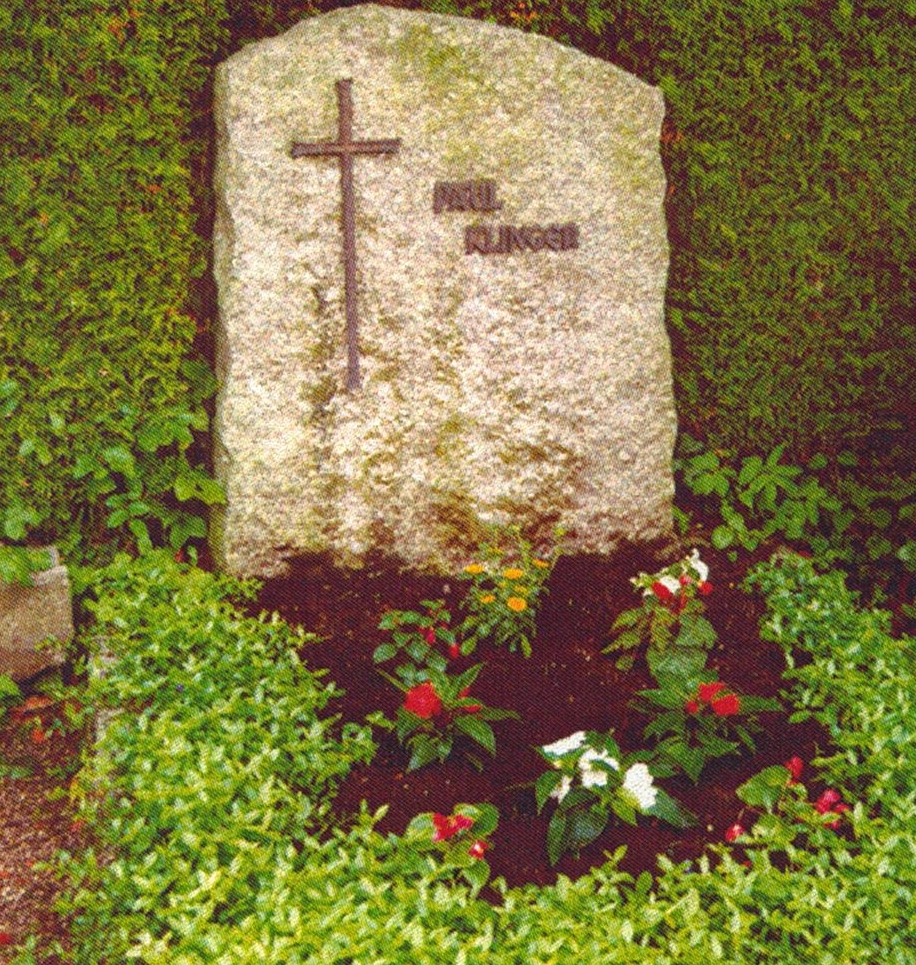
Tumba de Paul Klinger

Paul Klinger (14 de junio de 1907 - 14 de noviembre de 1971) fue un actor teatral, radiofónico, cinematográfico, televisivo y de voz de nacionalidad alemana.

## Biografía

### Familia
Su verdadero nombre era Paul Karl Heinrich Klinksik, y nació en Essen, Alemania, siendo su padre Karl Heinrich Klinksik, un ingeniero civil, y su madre Gertrud Emma Mathilde Uhlendahl. Él se casó por vez primera en 1936 con la actriz Hildegard Wolf, con la que tuvo un hijo, permaneciendo ambos juntos hasta 1945. Tuvo otros dos hijos frutos de su segundo matrimonio, ocurrido en 1950 con Karin Andersen, otra actriz. Paul Klinger y Andersen, veinte años más joven que él, se conocieron durante el rodaje de un thriller en 1950, trabajando ella como fotógrafa de escena. Actuaron juntos más adelante en los filmes Hochzeit auf Immenhof (1956) y Ferien auf Immenhof (1957).

### Educación y carrera
Klinger cumplió su educación secundaria en el Helmholtz-Realgymnasium, donde obtuvo su grado Abitur, y donde actuó en producciones dramáticas de aficionados junto a su amigo Helmut Käutner. Sin embargo, su padre se oponía a que se dedicara al teatro, por lo que le mandó a la Universidad Técnica de Múnich, donde volvió a coincidir con su antiguo compañero de escuela, Helmut Käutner. Éste le persuadió para cambiar la arquitectura por los estudios teatrales. Completó seis semestres, trabajando los dos amigos como extras en el Otto-Falckenberg Schauspielhaus. Sin embargo, la muerte de su padre ya no le obligó a continuar estudiando, por lo que finalmente decidió hacerse actor profesional.

#### Teatro
Uno de sus primeros compromisos teatrales llegaron de la mano del Bayerische Landesbühne (un teatro itinerante), y a partir de 1929 actuó en teatros de Coblenza, Oldemburgo, Düsseldorf y Breslavia, en los cuales su poderosa y personal voz le facilitaron primeros papeles para los cuales era realmente demasiado joven. Todo cambió cuando en 1933 el director Heinz Hilpert lo llevó al Deutsches Theater de Berlín, donde encarnó a jóvenes héroes, actuando en una producción junto a Käthe Dorsch. Siguió en Berlín hasta 1948, actuando también en la Ópera Cómica de Berlín, el Teatro en Kurfürstendamm, el Teatro Hebbel y el Schloßpark-Theater.

#### Cine
En Breslavia, bajo la dirección de su primo, Karl-Heinz Uhlendahl, pasó diversas pruebas y empezó su carrera cinematográfica en 1933 con Du sollst nicht begehren, cinta con la que obtuvo contratos con los estudios alemanes Universum Film AG, Terra Film y Tobis Film. Su segunda película fue Männer vor der Ehe (1936), a la que siguieron numerosos otros papeles. Según el director teatral Hellmuth Matiasek, durante el Tercer Reich su figura y sus modales evitaron que tuviera que participar en las producciones gestionadas por Joseph Goebbels, centrándose en vez de ello en actuar en obras clásicas de Goethe, Theodor Storm y Theodor Fontane. Un corto rodado a principios de la guerra, Barbara, en el cual encarnaba a un soldado casado con el personaje de Lotte Werkmeister, no superó la censura. Otra película rodada durante la Segunda Guerra Mundial fue Spähtrupp Hallgarten, dirigida por Herbert B. Fredersdorf.
Klinger siguió actuando en el cine una vez finalizada la guerra, alcanzando la cumbre de su fama en los años 1950 con las películas basadas en novelas de Erich Kästner, entre ellas Pünktchen und Anton y Das fliegende Klassenzimmer, así como otras del género Heimatfilm, al cual pertenecía la trilogía Immenhof. 

#### Actor de Voz
Ya en 1943 Klinger se encargó en labores de doblaje. En las décadas de 1950 y 1960 fue uno de los actores de voz más ocupados de la industria cinematográfica alemana, doblando a actores como Charlton Heston, Bing Crosby (12 veces), Jean Gabin, Cary Grant, Humphrey Bogart, Stewart Granger, William Holden y Tyrone Power.

#### Radiotelevisión
Desde primeros de los años 1960 trabajó menos en la gran pantalla, pero inició una trayectoria televisiva que lo dio a conocer a un gran público, principalmente por el show en seis partes de Westdeutscher Rundfunk Tim Frazer, de Francis Durbridge, y por la serie policíaca de ZDF Kommissar Brahm.
Además de su trabajo teatral, cinematográfico y televisivo, Klinger actuó a partir de 1940 en numerosas producciones radiofónicas alemanas. En 1967 tomó el papel del título, que había sido interpretado por René Deltgen, en el duodécimo y último episodio de la afamada serie radiofónica Paul Temple, Paul Temple und der Fall Alex, de Francis Durbridge. En el undécimo episodio Paul Temple und der Fall Genf (1966), él no actuó con el papel del título, sino como Maurice Lonsdale.

### Muerte
Paul Klinger falleció en Múnich, Alemania, el 14 de noviembre de 1971, a causa de un infarto agudo de miocardio mientras se encontraba en una reunión del Sindicato Deutsche Angestellten-Gewerkschaft. Fue enterrado en el Cementerio Söcking, cerca de Starnberg.

## Filmografía
- 1933 : Du sollst nicht begehren
- 1935 : Liebesleute
- 1936 : Männer vor der Ehe
- 1936 : Fridericus
- 1937 : Abenteuer in Warschau
- 1937 : Zweimal zwei im Himmelbett
- 1937 : Wie einst im Mai
- 1937 : Gauner im Frack
- 1937 : Das schöne Fräulein Schragg
- 1938 : Großalarm
- 1938 : Narren im Schnee
- 1938 : Zwei Frauen
- 1938 : Das Verlegenheitskind
- 1938 : Verliebtes Abenteuer
- 1939 : Ich bin gleich wieder da
- 1939 : Morgen werde ich verhaftet
- 1939 : Sommer, Sonne, Erika
- 1940 : Kriminalkommissar Eyck
- 1940 : Herzensfreud – Herzensleid
- 1941 : Alarm
- 1941 : Spähtrupp Hallgarten
- 1942 : Die goldene Stadt
- 1942 : Erbin vom Rosenhof
- 1943 : Wenn die Sonne wieder scheint
- 1943 : Immensee
- 1943 : Zirkus Renz
- 1944 : Das Leben ruft
- 1944 : Seinerzeit zu meiner Zeit
- 1944 : Der grüne Salon
- 1945 : Vier Treppen rechts
- 1945 : Mathilde Möhring
- 1947 : Ehe im Schatten
- 1948 : Morgen ist alles besser
- 1949 : Begegnung mit Werther
- 1949 : Man spielt nicht mit der Liebe
- 1950 : Sensation im Savoy
- 1950 : Die Nacht ohne Sünde
- 1951 : Falschmünzer am Werk
- 1951 : Geheimnis einer Ehe
- 1951 : Mutter sein dagegen sehr
- 1951 : Das späte Mädchen
- 1952 : Am Brunnen vor dem Tore
- 1952 : Mikosch rückt ein
- 1952 : Mein Herz darfst du nicht fragen
- 1953 : Hochzeit auf Reisen
- 1953 : Pünktchen und Anton
- 1953 : Wenn der weiße Flieder wieder blüht
- 1953 : Staatsanwältin Corda
- 1954 : Das fliegende Klassenzimmer
- 1954 : Glückliche Reise
- 1954 : Rosen-Resli
- 1954 : Die sieben Kleider der Katrin
- 1955 : Die Mädels vom Immenhof
- 1955 : Mein Leopold
- 1955 : Unternehmen Schlafsack
- 1955 : Sohn ohne Heimat
- 1955 : Suchkind 312
- 1956 : Das Bad auf der Tenne
- 1956 : Das alte Försterhaus
- 1956 : Hengst Maestoso Austria
- 1956 : Hochzeit auf Immenhof
- 1957 : Glücksritter
- 1957 : Ferien auf Immenhof
- 1958 : Liebe kann wie Gift sein
- 1958 : Ist Mama nicht fabelhaft?
- 1958 : Sebastian Kneipp
- 1959 : Rommel ruft Kairo
- 1961 : Inspektor Hornleigh greift ein (serie TV)
- 1962 : Ich kann nicht länger schweigen
- 1963 : Tim Frazer (serie TV)
- 1963 : Die weiße Spinne
- 1963 : Der Parasit (telefilm)
- 1963 : Unterm Birnbaum (telefilm)
- 1963 : Jack und Jenny
- 1964 : Das Wirtshaus von Dartmoor
- 1964 : Das Kriminalmuseum (serie TV), episodio Der Fahrplan
- 1964 : Freddy, Tiere, Sensationen
- 1964 : Paul Klinger erzählt abenteuerliche Geschichten  (serie TV)
- 1965 : Das Geheimnis der drei Dschunken
- 1966 : Familie Hansen (serie TV)
- 1966 : Conan Doyle und der Fall Fdalji (telefilm)
- 1967 : Kommissar Brahm (serie TV)
- 1969 : Tagebuch eines Frauenmörders (telefilm)
- 1970 : Dreißig Silberlinge (telefilm)
- 1971 : Kirsch und Kern (telefilm)

## Radio
- 1946 : Torquato Tasso, dirección de Hannes Küpper
- 1946 : Tobby, dirección de Hanns Korngiebe
- 1947 : Schicksalswende, dirección de Hanns Korngiebel
- 1948 : Der Mann mit dem Splitter
- 1952 : Sieg über das Dunkel
- 1952 : Wehe dem, der nichts geleistet hat, dirección de Eduard Hermann
- 1952 : They never come back, dirección de Hermann Pfeiffer
- 1955 : Der Fremde kam um Mitternacht, dirección de Peter Glas
- 1957 : Die Büchse Münchhausens, dirección de Egon Monk
- 1958 : Der schwarze Schwan, dirección de Erich Köhler
- 1960 : Die Galoschen des Unglücks, dirección de Raoul Wolfgang Schnell
- 1960 : Das Gartenfest, dirección de Peter Schulze-Rohr
- 1962 : Die verlorene Stimme, dirección de Otto Kurth
- 1963 : Der Entartete, dirección de Hans Lietzau
- 1963 : Das Steckenpferd, dirección de Otto Kurth
- 1963 : Zwischenfall beim Maskenball, dirección de Hermann Pfeiffer
- 1963 : Ein blinder Spiegel, dirección de Friedhelm Ortmann
- 1963 : Der Reifenstecher, dirección de Manfred Brückner
- 1964 : Tistou mit dem grünen Daumen, dirección de Robert Bichler
- 1964 : Durch die Wüste, dirección de Manfred Brückner
- 1965 : Ellen, dirección de Heinz-Günter Stamm
- 1965 : Noch eine Nacht, dirección de Rolf von Goth
- 1965 : Die Glocken von Bicêtre, dirección de Gert Westphal
- 1965 : Das ist nicht in Tedeles Sinn, dirección de Manfred Brückner
- 1965 : Der Berg, dirección de Miklós Konkoly
- 1965 : Die Prinzessin und die Hexe, dirección de Leopold Reinecke
- 1966 : Heinrich Schliemann, dirección de Hermann Pfeiffer
- 1966 : Paul Temple und der Fall Genf, dirección de Otto Düben
- 1966 : Heimgefunge, dirección de Heinz Dieter Köhler
- 1966 : Konsultation
- 1967 : Gespräche im All, dirección de Ulrich Lauterbach
- 1967 : Modell meiner kleinen Stadt, dirección de Jiri Horcicka
- 1967 : Die Marne bei Charenton, dirección de Klaus Mehrländer
- 1968 : Paul Temple und der Fall Alex, dirección de Otto Düben
- 1968 : Schlafwagenabteil, dirección de Peter Albrecht Stiller
- 1968 : Spaziergang im Park, dirección de Oswald Döpke
- 1969 : Die Fünf-Uhr-Marquise, dirección de Otto Düben
- 1969 : Die Parzen, dirección de Hermann Wenninger
- 1972 : Professor Mancinis Geheimnis, dirección de Ulrich Lauterbach